# Matthias Koch von Gailenbach
Matthias Koch von Gailenbach (auch: Matthias Koch der Jüngere) (* 1610 in Augsburg; † 12. Juni 1680) war ein Augsburger Patrizier und Kaufmann.

## Leben
Matthias Koch der Jüngere war das einzige Kind aus der ersten Ehe von Matthias Koch (* 1581; † 1633), einem Kaufmann aus Memmingen, der 1622 das Schloss Gailenbach in Edenbergen erworben hatte. Seine Mutter war Anna Maria Stenglin (* 1585; † nicht überliefert). Nach dem Tode seines Vaters übernahm er das Schloss, übergab es 1669 aber an seinen Halbbruder Johannes Koch von Gailenbach (* 1614; † 1693).
Durch seine Heirat mit Anna Maria Lauginger (* 1612; † 1641) am 12. Oktober 1637 kam Matthias der Jüngere in die „Mehrere Gesellschaft“ von Augsburg. Da er und sein Halbbruder sich während der letzten Jahre des Dreißigjährigen Krieges um das evangelische Kirchenwesen in Augsburg verdient gemacht hatten, wurden beide 1654 von Kaiser Ferdinand III. nobilitiert („Koch von Gailenbach“) und in das Augsburger Patriziat aufgenommen. Seine am 11. September 1673 geschlossene zweite Ehe mit Anna Philippina Fleckhaimer (* 1650; † 1705) blieb kinderlos.

## Nachkommen
⚭ 12. Oktober 1637 Anna Maria Lauginger (* 1612; † 1641)
1. Johann Matthias Koch von Gailenbach (* 1638; † nicht überliefert)
2. Christoph Koch von Gailenbach (* 1640; † nicht überliefert – Verwandtschaft nicht sicher belegt)[4]

⚭ 11. September 1673 Anna Philippina Fleckhaimer (* 1650; † 1705)